# محمد كريم العمراني
محمد كريم العمراني (ولد في 1 مايو 1919 - توفي يوم 20 سبتمبر 2018)، سياسي ورجل أعمال مغربي شغل ثلاثة مرات منصب الوزير الأول في عهد الحسن الثاني. أولا من 6 أغسطس 1971 إلى 2 نوفمبر 1972، ثم من 30 نوفمبر 1983 إلى 30 سبتمبر 1986، وأخيرا من 11 أغسطس 1992 إلى 25 مايو 1994. شغل كذلك منصب رئيس مدير عام المكتب الشريف للفوسفاط. أسس مجموعة اقتصادية (سفاري) أصبحت تعد من أكبر الشركات المغربية. خلفته على رأسها ابنته سعيدة كريم العمراني.

## وفاته
توفي بتاريخ 20 سبتمبر 2018 بالدار البيضاء عن عمر ناهز 99 سنة.

## روابط خارجية
- محمد كريم العمراني على موقع مونزينجر (الألمانية)